# Sidraž
Sidraž este o localitate din comuna Cerklje na Gorenjskem, Slovenia, cu o populație de 36 de locuitori.